# 1908 na arte

## Nascimentos
| Data           | Nome                         | Profissão                                    | Nacionalidade                              | Observações | Ref |
| -------------- | ---------------------------- | -------------------------------------------- | ------------------------------------------ | ----------- | --- |
| 18 de Janeiro  | Humberto Rosa                | pintor                                       | Brasil                                     | m. 1948     |     |
| 31 de março    | Eugénio Salvador             | ator, dançarino e comediante                 | Portugal                                   | m. 1992     |     |
| 24 de Abril    | Józef Gosławski              | escultor e projetista de medalhas            | Polónia                                    | m. 1963     |     |
| 13 de Junho    | Maria Helena Vieira da Silva | pintora                                      | Portugal                                   | m. 1992     |     |
| 22 de Agosto   | Henri Cartier-Bresson        | fotógrafo                                    | França                                     | m. 2004     |     |
| agosto         | Domingos Saraiva             | pintor, desenhista e paisagista              | Reino Unido de Portugal, Brasil e Algarves | m. 1994     |     |
| 6 de Novembro  | Lauro Villares               | pintor, desenhista, caricaturista e escultor | Brasil                                     | m. 1987     |     |
| 16 de Dezembro | Remedios Varo                | pintor                                       | Espanha                                    | m. 1963     |     |
| ??             | George Rodger                | fotógrafo                                    | Reino Unido                                | m. 1995     |     |
| ??             | Frank Egginton               | pintor                                       | Irlanda                                    | m. 1990     |     |
| ??             | Kichizaemon Takahashi        | pintor e desenhista                          | Japão                                      | m. 1977     |     |
| ??             | Roberto Araújo Pereira       | pintor, ilustrador e designer                | Portugal                                   | m. 1969     |     |

## Mortes
| Data           | Nome                       | Profissão                                    | Nacionalidade                              | Observações | Ref |
| -------------- | -------------------------- | -------------------------------------------- | ------------------------------------------ | ----------- | --- |
| 9 de Janeiro   | Wilhelm Busch              | escritor, pintor, caricaturista e cartunista | Alemanha                                   | n. 1832     |     |
| 1 de fevereiro | Carlos I de Portugal       | Rei de Portugal, cientista e pintor          | Reino Unido de Portugal, Brasil e Algarves | n. 1863     |     |
| 30 de Junho    | Thomas Hill                | pintor                                       | Reino Unido                                | n. 1829     |     |
| 5 de Agosto    | Antônio Cândido de Menezes | pintor, desenhista e professor de arte       | Brasil                                     | n. 1828     |     |
| 30 de Agosto   | Giovanni Fattori           | pintor                                       | Itália                                     | n. 1825     |     |

## Prémios
- Prémio Valmor e Municipal de Arquitectura 1908 - Arnaldo R. Adães Bermudes[1].